# Дакнонг

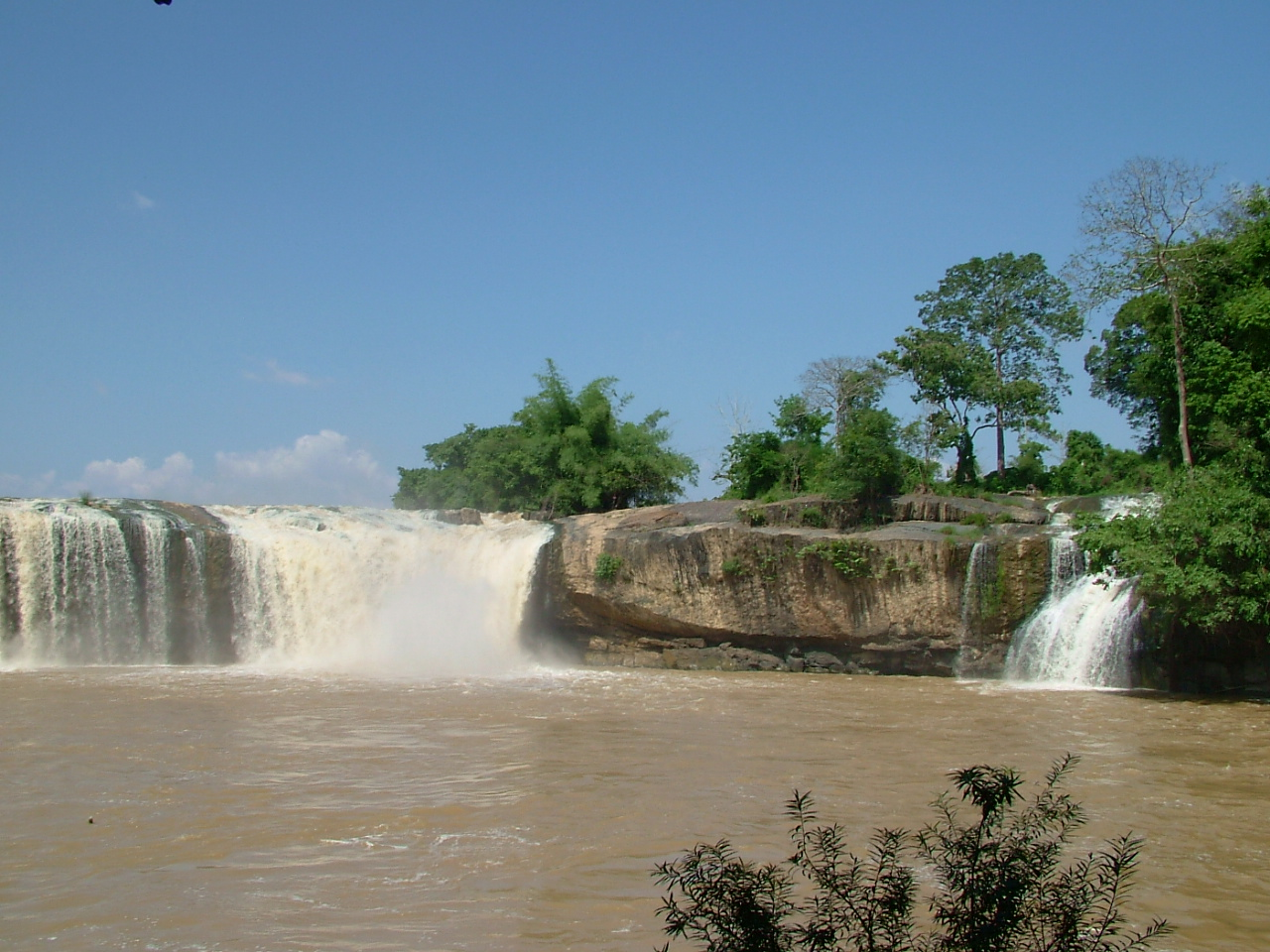
Водопад в провинции

Дакно́нг (вьет. Đắk Nông listenо файле, тьы-ном 得農) — провинция Вьетнама на плоскогорье Тэйнгуен, крупный центр сельскохозяйственного производства страны. Административный центр — город местного значения Зянгиа.

## История
До 1975 г. провинция была частью ныне упразднённой провинции Дарлак.

## География
Площадь составляет 6516 км². Граничит с провинциями: Биньфыок (на юго-западе), Даклак (на севере), Ламдонг (на юго-востоке) и с камбоджийской провинцией Мондолькири (на западе). Средняя высота провинции над уровнем моря — около 500 м, территория понижается к западу.

## Население
Население по данным на 2009 год — 489 442 человека, на 2019 год — 622 168 человек.

## Административное деление
В административном отношении делится на город местного значения Зянгиа и 7 уездов:
- Кыют (Cư Jút);
- Дакглонг (Đăk Glong);
- Дакмил (Đăk Mil);
- Дакрлап (Đăk R’Lấp);
- Дакшонг (Đăk Song);
- Кронгно (Krông Nô);
- Туидык (Tuy Đức).

## Климат
Среднегодовая температура составляет 24 °С, сезон дождей продолжается с мая по октябрь.

## Экономика
Основные сельскохозяйственные продукты региона: кофе (70 % площадей, 40 % ВВП провинции), каучук (23 000 га, около 8500 тонн латекса в год), чёрный перец (7 000 га, более 13 000 тонн в год) и кешью (22 250 га, около 14 000 тонн в год). Урожаю этих культур способствует базальто-плодородная почва.
Темпы роста ВВП провинции составляют 15,19 % в год.